# Сластніков Дмитро Анатолійович
Дмитро́ Анато́лійович Сла́стніков — солдат Збройних сил України.

## Короткий життєпис
Закінчив Жовтоводський промисловий коледж Дніпропетровського національного університету ім. Олеся Гончара. Працював барменом.
У квітні 2015-го призваний на строкову службу. Солдат Національної гвардії України. Загинув внаслідок вибуху гранати біля Верховної Ради 31 серпня 2015 року, помер у реанімаційному відділенні 17-ї лікарні — значні ушкодження черевної порожнини, шиї, зачеплена аорта — втратив до 4 літрів крові. Тоді загинули старший солдат Ігор Дебрін, солдат Олександр Костина, смертельно поранений солдат Богдан Дацюк.

## Нагороди
За особисту мужність, сумлінне та бездоганне служіння Українському народові, зразкове виконання військового обов'язку відзначений — нагороджений
- 1 вересня 2015 року — орденом «За мужність» III ступеня (посмертно).